# Puente Infanta Cristina
El puente Infanta Cristina es un puente urbano que cruza la ría Carreras a su paso por la ciudad de Isla Cristina (provincia de Huelva), uniendo el distrito histórico (casco antiguo) y la barriada de "Román Pérez". Da acceso a la ciudad por su vertiente norte desde la carretera A-5150. Fue inaugurado en 1978 y se nombró en honor a la infanta Cristina de Borbón y Grecia con motivo de su visita a la localidad el 8 de agosto de 1989, con ocasión de la botadura de una de las réplicas de las carabelas del Descubrimiento.
La motivación de su construcción fue la de disponer de una conexión de doble sentido por el norte a Isla Cristina, puesto que tan solo existía hasta ese momento un puente de sentido único, diseñado para una línea de ferrocarril que nunca llegó a montarse, debido al inicio de la guerra civil española. Dicha línea de ferrocarril varió su trazado y el puente quedó para uso carretero, sin opción de contar con doble calzada.
Este acceso es el principal vial de entrada a Isla Cristina, al ser el que da servicio desde la A-49 y la carretera nacional N-431, soportando un tráfico medio diario de 10 a 15 mil vehículos, con picos muy superiores en época estival.
En 2021 se llevó a cabo una rehabilitación integral de su estructura debido a la falta de mantenimiento que había sufrido durante bastante tiempo, a la vez que las condiciones ambientales complican su mantenimiento y hacen más perentoria la necesidad de una gestión adecuada de la infraestructura. En la actuación se llevó a cabo un proceso de protección sobre el puente que mitigará en el futuro los efectos de la humedad y el salitre, a la vez que se amplió ligeramente la calzada y se protegió debidamente con barandillas de acero los laterales peatonales respecto de la calzada, entre otras medidas.